# Fedir Hloukh
Fedir Kyrylovytch Hloukh (en ukrainien : Фе́дір Кири́лович Глух ; 18 septembre 1912 - 4 août 1984, Kiev) est un avocat et homme d'État soviétique et ukrainien.
Né à Beyeve, dans le gouvernement de Kharkov (aujourd'hui Lypova Dolyna Raion, oblast de Soumy), de 1963 à 1983, il est procureur général de la République socialiste soviétique d'Ukraine (rôle qui est à l'époque subordonné au procureur général de l'Union soviétique (en)). Il est ministre de la Justice de 1953 à 1957.